# اینفوترک
اینفوترک یک خانواده از پایگاه داده‌های متن کامل از محتویات نشریات علمی و مجلات عمومی است که اکثریت آن‌ها روی بازار انگلیس زبان آمریکای شمالی متمرکز هستند. همان‌طور که در دیگر پایگاه‌های اختصاصی داده آنلاین متداول است، اشکال مختلف احراز هویت برای تأیید وابستگی به کتابخانه‌های دانشگاهی، عمومی و مدرسه ای در آن مورد استفاده قرار می‌گیرد. پایگاه داده‌های اینفوترک که توسط گیل منتشر می‌شود، بخشی از شرکت سی‌انگیج است.